# 船越ゆかり
船越 ゆかり（ふなこし ゆかり、1957年5月17日 - ）は、元北海道放送（HBC）アナウンサー。

## 略歴
北海道札幌南高等学校、北海道大学経済学部卒業後、1980年にアナウンサーとして北海道放送に入社（同期に小原忍、滝沢朝子、若山昌子、大久保真弓、内藤克）。編成業務局アナウンス部主査、編成制作局アナウンス部専任部長、社長室（ - 2006年）、テレビ本部編成制作局アナウンス部マネージャー、コンプライアンス室シニアマネージャー・番組審議会事務局長を歴任。2020年時点では事業局事業部・HBC少年少女合唱団事務局長と北海道文化審議会委員を兼任。

## 過去の担当番組

### テレビ
- ほっかいどう
- 市民とともに
- キユーピー3分クッキング（HBCバージョン）
- おはようどさんこ体操
- ほっとないとHOKKAIDO内「花王」の生コマーシャル
- 道民カレッジ「ほっかいどう学」大学放送講座

### ラジオ
- HOKKAIDO市町村アワー
- 人生の達人
- ハロードライバー
- ゆかりのくつろぎタイム
- スーパーToday
- 千家和也の特上生ワイド〜海千山千〜
- 朝刊さくらい
  - 歌のない歌謡曲
- ゆかりの今夜もゲームオーバー?
- 生島ヒロシのおはよう一直線（金曜日のローカル枠、5:55の道新ニュース・6:25の天気予報担当）
- 朝刊さくらい（金曜日のニュースデスク担当）
- HBC少年少女合唱団定期演奏会（2021年1月1日放送）